# Ian Holloway
Ian Scott Holloway (Kingswood, 12 maart 1963) is een Engels voetbalcoach en voormalig voetballer. Hij leidde in 2013 Crystal Palace naar de Premier League.

## Spelerscarrière
Holloway was als speler actief bij Bristol Rovers, Wimbledon FC, Brentford FC, Torquay United, Bristol Rovers, Queens Park Rangers en opnieuw Bristol Rovers. In augustus 1996 keerde hij terug bij Bristol Rovers als speler-trainer. In totaal speelde hij 397 competitiewedstrijden voor Bristol Rovers, waarin hij 41 maal scoorde.

## Trainerscarrière
Holloway begon in augustus 1996 zijn trainerscarrière als speler-trainer bij Bristol Rovers. In 1999 hing hij zijn schoenen definitief aan de haak. In februari 2001 werd hij de nieuwe coach van Queens Park Rangers. Zowel bij Bristol Rovers als bij QPR verbleef hij vijf seizoenen. Daarna coachte hij Plymouth Argyle en Leicester City, waar hij niet langer dan een jaar bleef. Op 21 mei 2009 werd hij aangesteld bij Blackpool FC. In zijn eerste seizoen won hij de play-offs waardoor Blackpool naar de Premier League steeg. Blackpool haalde 39 punten maar eindigde op een negentiende plaats, waardoor het meteen terug degradeerde. Op 3 november 2012 werd hij voorgesteld als nieuwe manager van Crystal Palace. Drie dagen later won Crystal Palace met 3-0 van Ipswich Town. Op 27 mei 2013 leidde Holloway Crystal Palace naar de promotie na winst tegen Watford in de finale van de play-offs. Op 23 oktober 2013 besloten Crystal Palace en Holloway uit elkaar te gaan. In januari 2014 tekende hij bij Millwall FC als opvolger van Steve Lomas.
Holloway werd op 11 november 2016 aangesteld bij Queens Park Rangers FC, dat zes dagen daarvoor de Nederlandse trainer-coach Jerrel Hasselbaink had ontslagen vanwege teleurstellende prestaties. QPR bezette op dat moment de zeventiende plaats op de ranglijst in de Engelse tweede divisie. Holloway had de ploeg eerder onder zijn hoede, van 26 februari 2001 tot 6 februari 2006. Hij leidde QPR in het seizoen 2016/17 uiteindelijk naar de achttiende plaats op de ranglijst. In het daaropvolgende seizoen speelde QPR een kleurloos seizoen en kon Holloway op 10 mei 2018 zijn biezen pakken. De club beëindigde het seizoen 2017/18 in de grijze middenmoot: de zestiende plaats, met ruim veertig punten achterstand op kampioen Wolverhampton Wanderers. Holloway werd opgevolgd door Steve McClaren, die na ruim een jaar afwezigheid terugkeerde in het Engelse voetbal. In de tussentijd was hij adviseur bij het Maccabi Tel Aviv van trainer Jordi Cruijff.